# Línguas acãs
Akanou acã (em kwa: akan) é o conjunto de línguas nigero-congolesas faladas na região do golfo da Guiné (Gana e Costa do Marfim) e pertencentes ao subgrupo kwa. Fazem parte dessa família o fante e o axante, dentre outras.